# Don Carlos (tragedia)
Don Carlos (in tedesco Don Karlos, Infant von Spanien) è una tragedia in cinque atti di Friedrich Schiller; fu ispirata dagli smisurati versi anonimi usciti a Weimar, e fu rappresentata per la prima volta il 29 agosto 1787 al Deutsches Schauspielhaus di Amburgo.
Il dramma è incentrato intorno alla figura di Rodrigo, marchese di Posa, simbolo della libertà e della tolleranza, in opposizione al cieco assolutismo di Filippo II di Spagna.
Per questo l'opera incarna perfettamente lo spirito pre-romantico dello Sturm und Drang.
Nonostante Carlos non fosse figlio naturale di Elisabetta, e nel dramma l'incontro e innamoramento tra i due precede la loro conoscenza della prossima parentela, alcuni sostengono che in Don Carlos Infant von Spanien già traspare il mito archetipico del complesso edipico freudiano nel rapporto tra Filippo e il figlio Carlos, che contende al padre l'amore di Elisabetta di Valois, moglie del monarca spagnolo, e nel tema dell'infanticidio.

## Adattamenti
Sono state composte diverse opere liriche basate sul dramma di Schiller:
- Don Carlos di Michael Costa, 1844
- Don Carlos di Pasquale Bona, 1847
- Don Carlos di Antonio Buzzola, 1850
- Don Carlos di Vincenzo Moscuzza, 1862
- Don Carlo di Giuseppe Verdi, in 5 atti, rappresentato per la prima volta a Parigi l'11 marzo 1867 su libretto di Camille du Locle e Joseph Méry.